# 大溪水库 (枝城)
大溪水库是中国湖北省宜昌市宜都市境内的一座水库，位于清江支流大溪上，建于1976年。水库正常库容为815万立方米，集雨面积为52.3平方千米，海拔为140米。